# فيري بيترسون
فيري بيترسون (بالهولندية: Ferry Petterson)‏ هو لاعب كرة قدم هولندي في مركز الدفاع، ولد في 28 أغسطس 1938 في هارلم في هولندا، وتوفي في 27 نوفمبر 2000. لعب مع أمستردام الأزرق والأبيض ونادي غرونينغن.

## وصلات خارجية
- فيري بيترسون على موقع ناشيونال فوتبول تيمز (الإنجليزية)